# Silvester

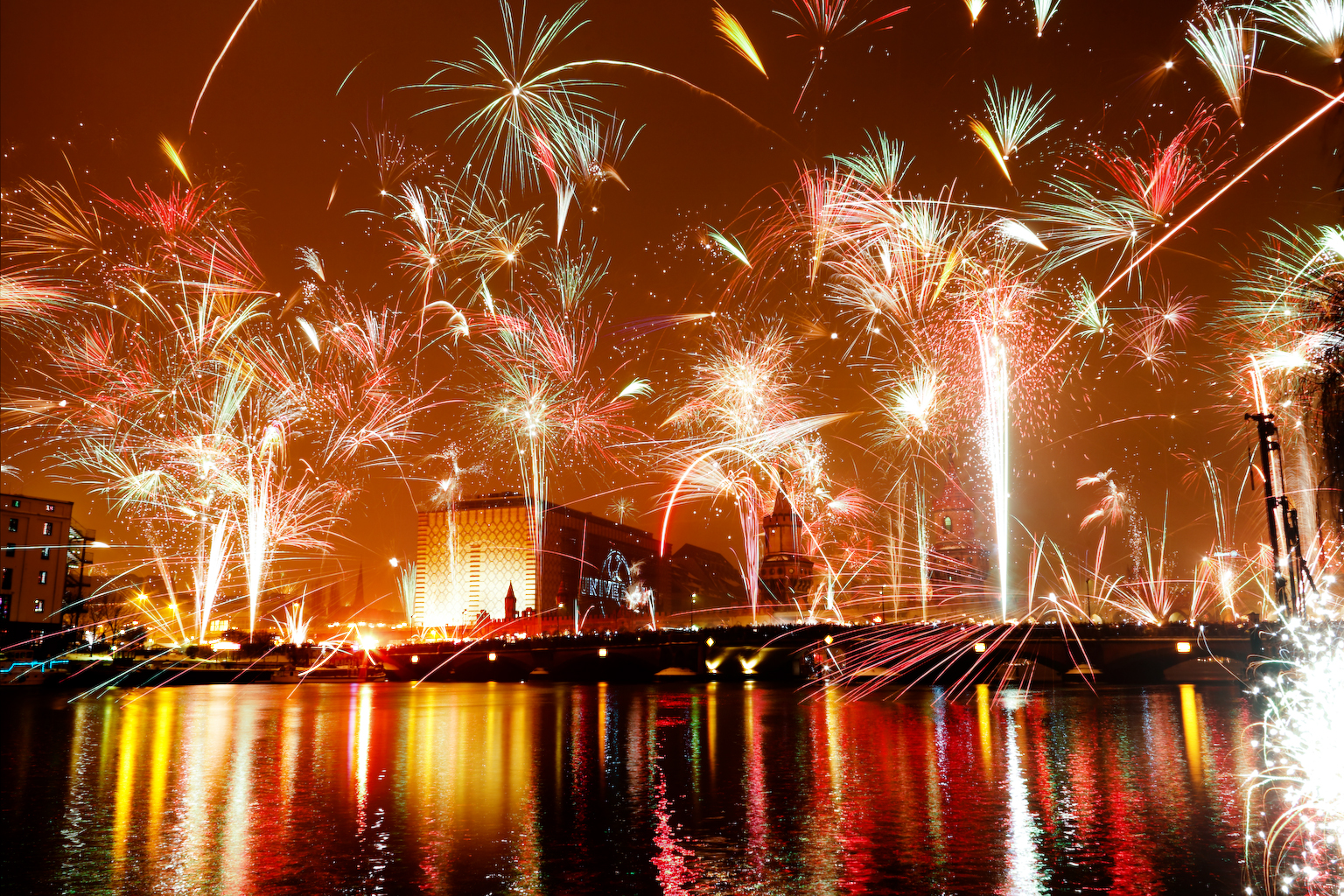
Silvester 2010 in Berlin

Als Silvester (regional auch Altjahrstag oder Altjahrestag) wird in einigen europäischen Sprachen der 31. Dezember, der letzte Tag des Jahres im gregorianischen Kalender, bezeichnet. Nach dem Heiligenkalender der römisch-katholischen Kirche ist dies der Gedenktag des heiligen Papstes Silvester I. Auf Silvester folgt der Neujahrstag.

## Herkunft

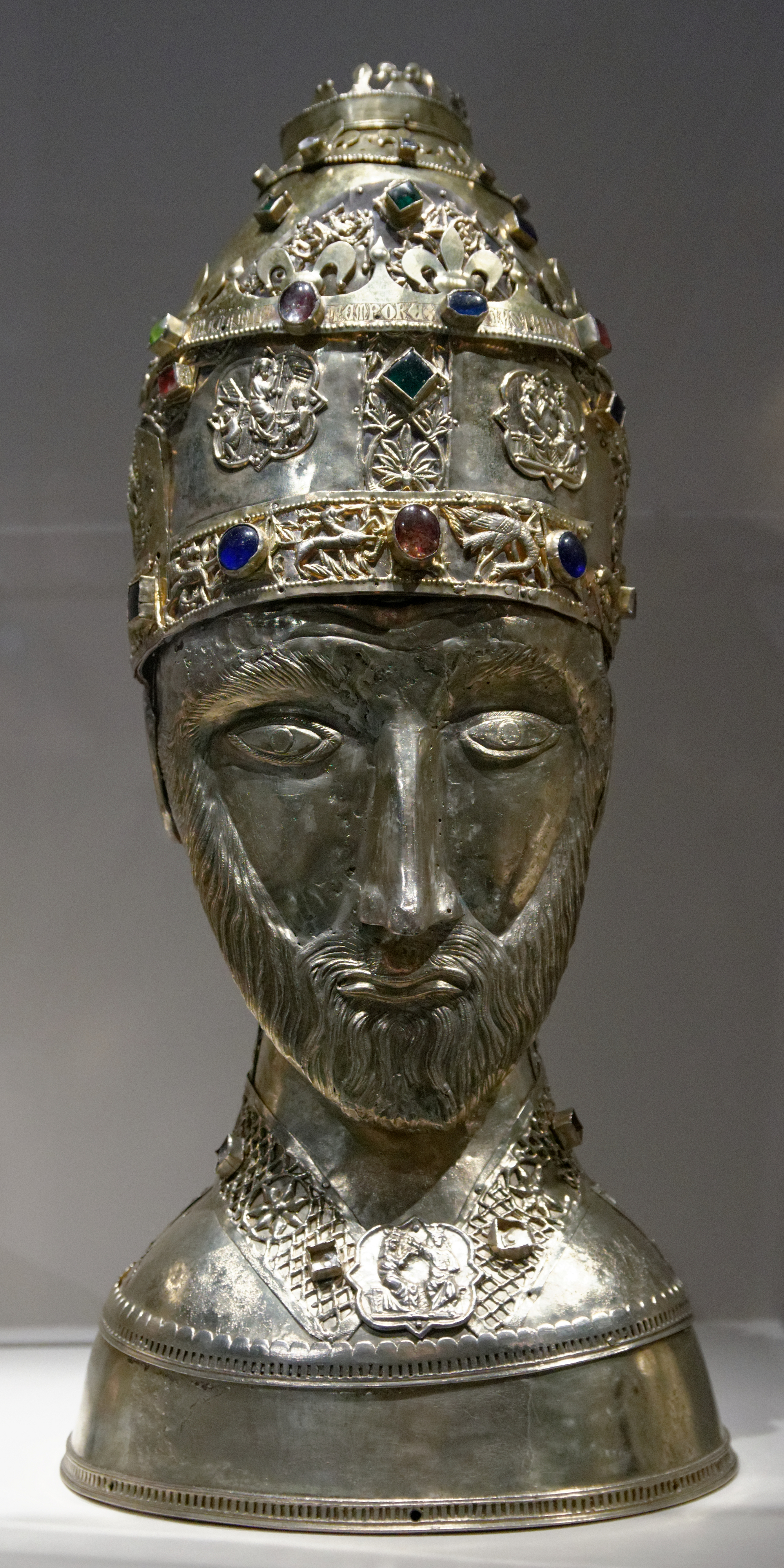
Reliquiar von Papst Silvester I. in Zadar

Das Jahresendfest wurde bereits im Römischen Reich gefeiert, erstmals zu Beginn des Jahres 153 v. Chr., als der Jahresbeginn vom 1. März auf den 1. Januar verschoben wurde. Die Feuerfeste am Jahreswechsel gehen auf die Germanen zurück. Die Assoziation des Jahresendes mit dem Namen Silvester (dt. Waldmensch, von lateinisch silva Wald) geht auf das Jahr 1582 zurück. Damals verlegte die Gregorianische Kalenderreform den letzten Tag des Jahres zum Todestag von Silvester I. († 31. Dezember 335). Der Liturgische Kalender führt den Tag seit 813 auch als dessen Namenstag.
In einigen Gegenden Deutschlands heißt der Tag, quasi als Gegenstück zum folgenden Neujahrstag, auch Altjahr, Altjahrsabend oder „das Alte Jahr“, in Österreich (gebietsweise) ebenso wie in Kroatien auch Altjahrstag, in Kroatien ebenso wie in Slowenien als Ausnahme auch Silvestrovo (‚Tag des Silvester‘). Auch im Niederländischen heißt es zumeist Oudejaarsavond, und nur alternativ auch Silvester. Auf Spanisch Nochevieja (wörtlich: alte Nacht) und auf Dänisch, Schwedisch, Portugiesisch spricht man wie im Englischen vom Neujahrs-(vor-)abend: New Year’s Eve, Nytårsaften, Nyårsafton, Véspera de Ano-Novo. Der 31. Dezember wird in folgenden Sprachen Silvester genannt: Italienisch Notte di San Silvestro, Französisch Réveillon de la Saint-Sylvestre, Polnisch Sylwester, Tschechisch Silvestrovské oslavy, Deutsch Silvester. Laut amtlicher deutscher Rechtschreibung existiert für den letzten Tag des Jahres nur die Schreibweise Silvester mit „i“, anders als für den Vornamen Sylvester/Silvester.

## Jahreswechsel und Geografie
Der Jahreswechsel beginnt am 1. Januar um 0:00 Uhr an der Datumsgrenze, die sich von Norden nach Süden durch den Pazifischen Ozean in der Nähe des 180. Längengrades erstreckt. Theoretisch würde jede Sekunde nach Westen hin der Jahreswechsel eintreten, da die Ortszeit kontinuierlich fortschreitet. In der Praxis sind jedoch alle Orte der Erde einer Zeitzone zugeordnet, wodurch der Übergang ins neue Jahr in klar definierten Schritten erfolgt. Eine Ausnahme bilden Nord- und Südpol, wo sich alle Standardzeitzonen treffen, so dass keine Zeitzone definiert ist. Die Amundsen-Scott-Südpolstation verwendet jedoch aus praktischen Gründen neuseeländische Zeit.
Ein besonderes Phänomen stellt das Caroline-Atoll dar, das zu den Line Islands von Kiribati gehört. Seit 1995 ist es der Zeitzone UTC+14 zugeordnet, wodurch dort der Jahreswechsel als erstes auf der Welt stattfindet – bereits am 31. Dezember um 11:00 Uhr mitteleuropäischer Zeit (MEZ). Dies macht Kiribati zum ersten Land, das das neue Jahr begrüßt. Anschließend durchläuft der Jahreswechsel im Stundentakt alle 24 Zeitzonen sowie einige Sonderzonen, die geringfügig von der vollen Stunde abweichen.
Am Ende dieses globalen Prozesses erreicht der Jahreswechsel die Howlandinsel, ein unbewohntes Atoll im Pazifik, das der Zeitzone UTC-12 zugeordnet ist. Obwohl die Howlandinsel geografisch westlich von Kiribati liegt, ist sie das letzte Territorium, in dem das neue Jahr beginnt. Dies liegt daran, dass sie sich unmittelbar östlich der Datumsgrenze befindet und somit den Jahreswechsel erst nach allen anderen Regionen der Erde erlebt.
Die globale Abfolge des Jahreswechsels verdeutlicht die komplexe Struktur der Zeitzonen und die Bedeutung der Datumsgrenze für die zeitliche Einordnung von Ereignissen. Sie zeigt auch, wie die Geografie und politische Entscheidungen, wie die Anpassung von Zeitzonen, die Wahrnehmung von Zeit und deren Messung beeinflussen können. 
Darüber hinaus gibt es weitere interessante Aspekte im Zusammenhang mit dem Jahreswechsel. So feiern einige Inselstaaten und Territorien den Übergang ins neue Jahr mit besonderen Traditionen und Festen, die oft von kulturellen und historischen Einflüssen geprägt sind. Auch die Internationale Datumsgrenze selbst ist nicht starr, sondern wurde im Laufe der Geschichte mehrfach angepasst, um politische und wirtschaftliche Interessen zu berücksichtigen. Ein bekanntes Beispiel hierfür ist die Verschiebung der Datumsgrenze um Kiribati im Jahr 1995, um das gesamte Land in einer einzigen Zeitzone zu vereinen und den Handel sowie die Kommunikation zu erleichtern.
Diese globalen Unterschiede im Jahreswechsel bieten auch Anlass für Medienberichte und Live-Übertragungen, die den Fortschritt des neuen Jahres rund um die Welt verfolgen. Dabei werden oft spektakuläre Feuerwerke und Feiern in Metropolen wie Sydney, Tokio, Paris und New York City gezeigt, die symbolisch für den Beginn des neuen Jahres stehen.

## Feier und Brauchtum

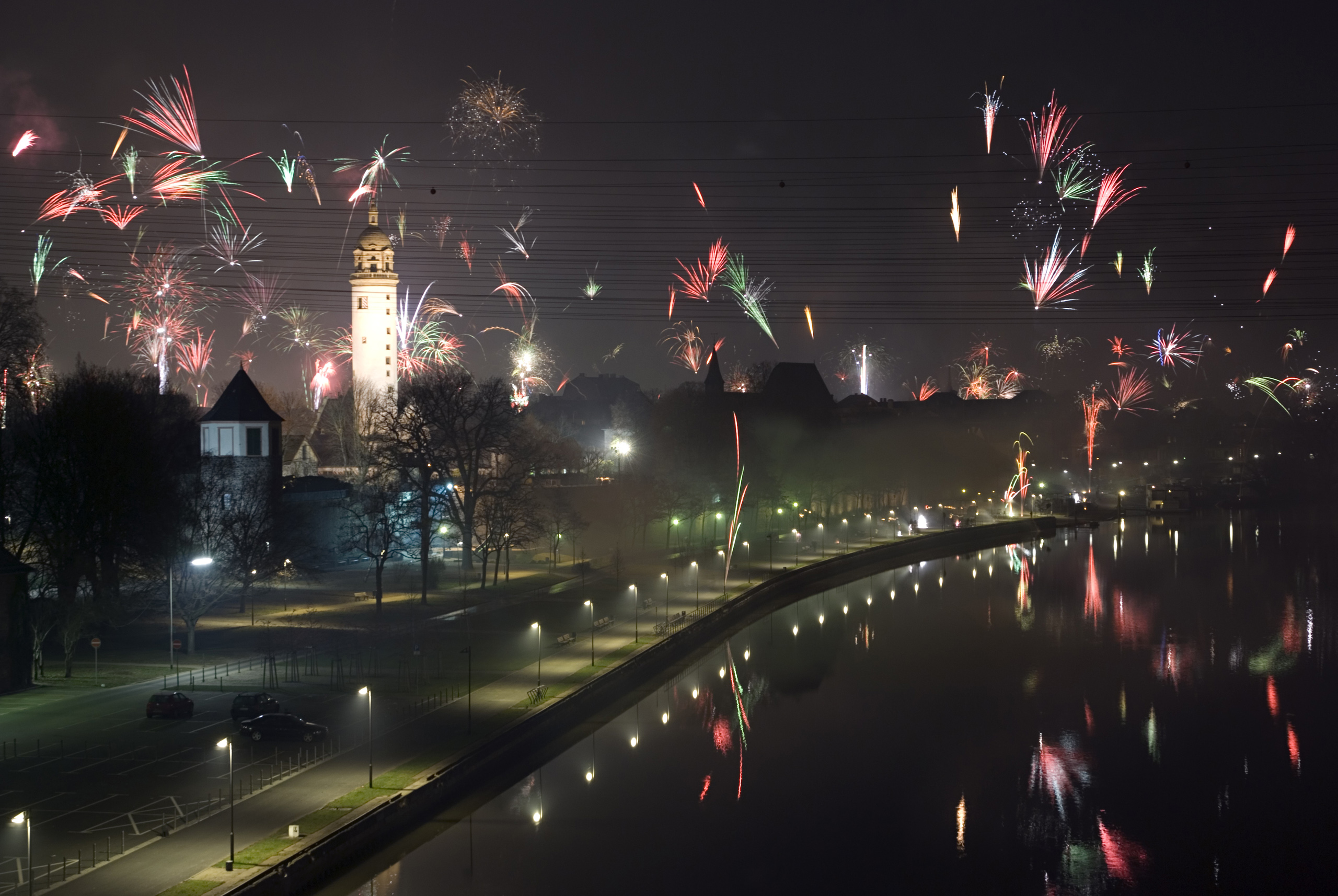
Silvesterfeuerwerk in Frankfurt-Höchst

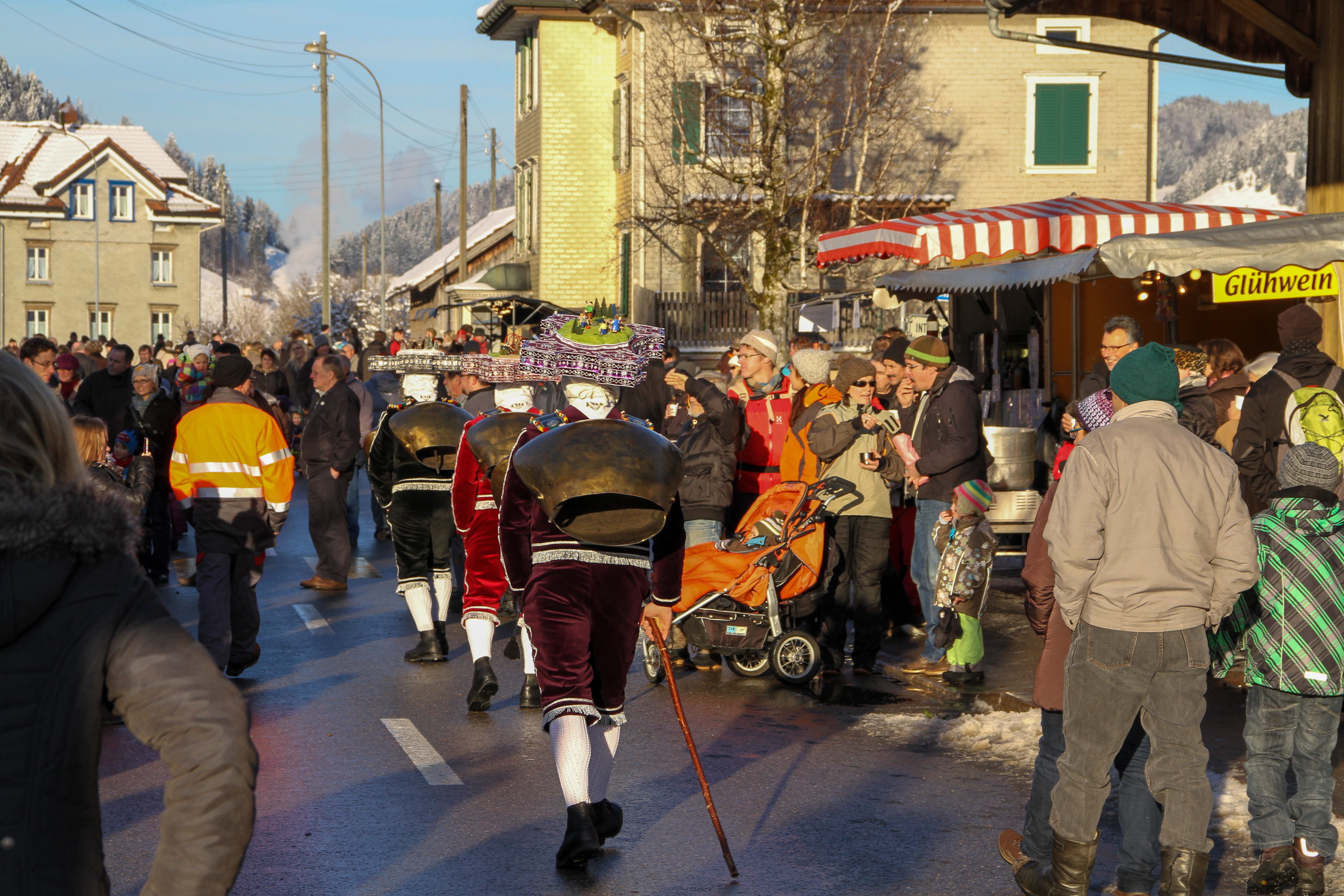
Silvesterkläuse in Urnäsch (2013)

Im deutschsprachigen Raum wird am Silvestertag mit einem Guten Rutsch gegrüßt. Der Silvesterabend wird häufig in Gesellschaft begangen. Zum Jahreswechsel um Mitternacht wird meist mit Feuerwerk und Glockengeläut gefeiert. Bei privaten Silvesterfeiern sind Bleigießen (neuerdings Zinn- oder Wachsgießen) sowie das Öffnen einer Flasche Sekt zum Jahreswechsel weit verbreitet. Die Kirchen bieten nächtliche Gottesdienste an.
In der Stadt Schiltach im Schwarzwald besteht der Jahrhunderte alte, ursprünglich kirchliche und in seiner Form einzigartige Brauch des Silvesterzugs.
Im Schweizer Kanton Appenzell Ausserrhoden halten am 31. Dezember und am 13. Januar (Alter Silvester) die Silvesterchläuse Einzug. Falls der 31. Dezember bzw. 13. Januar auf einen Sonntag fällt, findet das Silvesterchlausen am Samstag statt. Das Silvesterchlausen ist der wohl eindrücklichste Winterbrauch im Appenzellerland. Die Chläuse werden in drei Arten unterschieden: die „Wüeschte“, die „Schöne“ und die „Schöwüeschte“ oder Naturchläuse. Sie treten fast ausschließlich in „Schuppel“ (Gruppen) auf. Schon in der ersten Morgendämmerung des Silvestertages sind viele der Chlausschuppel unterwegs in der nahen Umgebung der Gemeinden, um bei Freunden zu „chlausen“ und zu „zauren“. Wenn die Chlausengruppen in die Dörfer ziehen, hört man sie mit ihren Schellen schon von Weitem.
An Silvesterläufen nehmen tausende von Menschen – oft für einen Spendenobolus –  teil. Der weltweit größte Silvesterlauf San Silvestre Vallecana findet mit über 20.000 Teilnehmern in der spanischen Hauptstadt Madrid statt. Der größte deutsche Lauf, der Silvesterlauf von Werl nach Soest, wird auf einem 15 km langen Teilstück der Bundesstraße 1 ausgetragen. Seit fast 25 Jahren nehmen über 8000 Läufer aller Altersklassen für eine gemeinnützige Sache teil. Der Corrida Internacional de São Silvestre, der älteste und zweitgrößte Lauf dieser Art weltweit, startet alljährlich in der brasilianischen Stadt São Paulo mit 13.000 Teilnehmern.
Weitere Bräuche zum neuen Jahr finden sich unter Neujahrsfest.

### Christentum
Das Kirchenjahr endet im Westlichen Christentum nicht mit dem bürgerlichen Jahreswechsel zu Silvester, sondern bereits vor der Vesper am Vorabend des 1. Adventssonntags, das neue Kirchenjahr beginnt mit dieser Vesper.
Silvester, der 31. Dezember, ist im römisch-katholischen Kirchenkalender ein nicht gebotener Gedenktag zu Ehren des heiligen Papstes Silvester I. und kein kirchlicher Feiertag zum Jahreswechsel. Messfeiern am Abend des Silvestertages werden jedoch als Vorabendmessen zum Oktavtag von Weihnachten, dem Hochfest der Gottesmutter Maria am 1. Januar, gefeiert. Der Jahreswechsel wird in diesen Gottesdiensten in der Regel dankend oder fürbittend erwähnt, beispielsweise durch einen besonderen Segen zum Abschluss und den Gesang des Te Deum, des uralten Lob- und Dankgesangs, meist in der deutschen Fassung „Großer Gott, wir loben dich“.

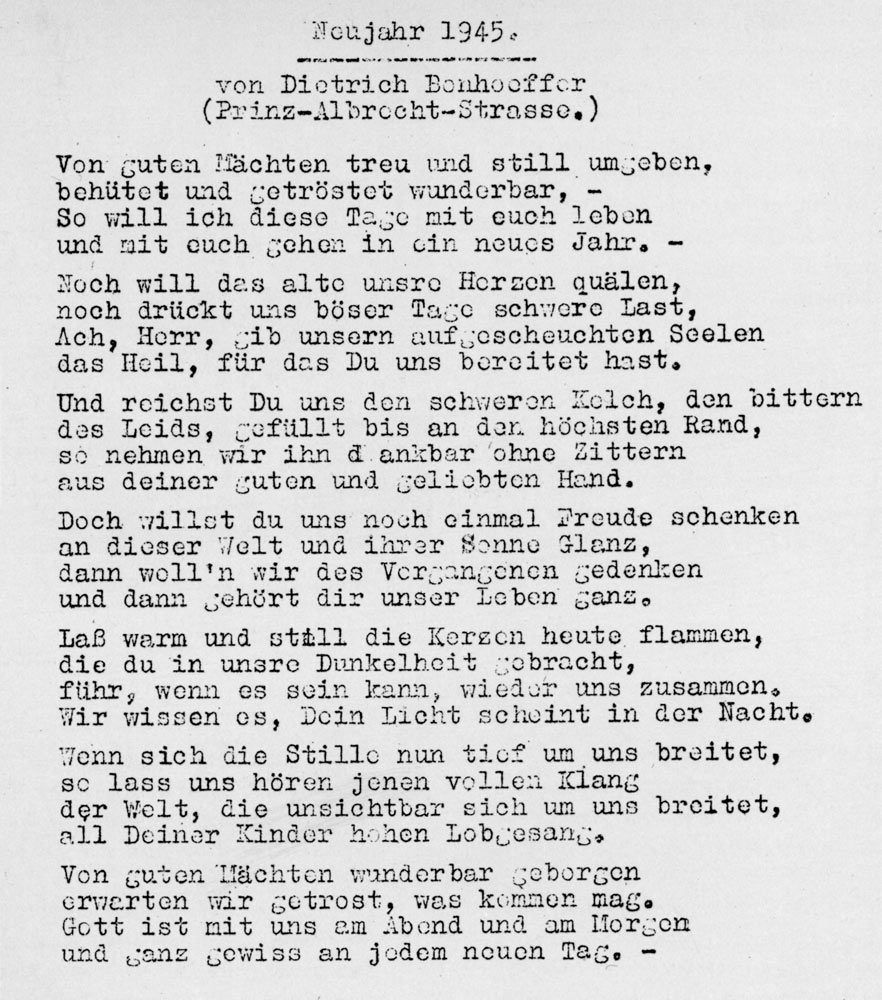
„Von guten Mächten“ (Dietrich Bonhoeffer, 1944/45)

Im evangelischen Bereich wird Silvester in vielen Gemeinden auch kirchlich begangen, da der bürgerliche Jahreswechsel einen starken Einfluss auf das Gemeindeleben hat. Wie Julius Smend feststellte: „Es ist unwiderruflich, daß Anfang und Ende des bürgerlichen Jahres auch auf die Kirchengemeinde größeren Eindruck machen als die des Kirchenjahres.“
Silvestergottesdienste und Jahresschlussandachten, die am Nachmittag, Abend oder in der Nacht stattfinden, bieten Raum für die Reflexion über Themen wie Vergänglichkeit, Neuanfang, Dank und Bitte. Diese Gottesdienste können musikalisch oder meditativ gestaltet werden. Nach Friedrich Kalb fanden solche Gottesdienste bereits ab 1776 statt, während sie nach Andreas Strauch ab 1836 rechtliche Anerkennung fanden. In evangelischen Gottesdiensten wird am Silvesterabend oft die neue Jahreslosung ausgelegt, und das Thema der vergehenden Zeit steht im Mittelpunkt. Ein bekanntes Lied, das in diesem Zusammenhang gesungen wird, ist Von guten Mächten treu und still umgeben von Dietrich Bonhoeffer.

### Argentinien
In Argentinien gibt es eine Tradition zum Jahreswechsel, bei der alte Dokumente, die im neuen Jahr nicht mehr benötigt werden, zerrissen und die Papierschnipsel zu Neujahr aus dem Fenster geworfen werden. Dieser Brauch symbolisiert das Zurücklassen des Alten und den Beginn eines neuen Jahres. Er ist insbesondere in städtischen Gebieten wie Buenos Aires oder Córdoba verbreitet.
Diese Praxis ist Teil der vielfältigen Silvesterbräuche in Argentinien, die regional und familiär unterschiedlich ausgeprägt sein können. Neben dem Zerreißen von Dokumenten sind auch andere Rituale verbreitet, wie das Tragen von roter Unterwäsche als Glücksbringer oder das Essen von zwölf Weintrauben um Mitternacht, wobei jede Traube einen Wunsch für einen Monat des neuen Jahres repräsentiert. Diese Bräuche stehen oft im Zusammenhang mit Wünschen für Glück, Wohlstand und einen positiven Neuanfang.
Die Tradition des Dokumentenzerreißens wird nicht von allen Argentiniern praktiziert und kann regional unterschiedlich bewertet werden. In einigen Fällen wird sie kritisch gesehen, beispielsweise aufgrund von Bedenken hinsichtlich der Umwelt oder der öffentlichen Ordnung. Dennoch ist sie in vielen Teilen des Landes ein fester Bestandteil der Silvesterfeierlichkeiten und wird oft in einer humorvollen und unbeschwerten Weise zelebriert.
Weitere Neujahrsbräuche in Argentinien umfassen das gemeinsame Feiern mit Familie und Freunden, das Anstoßen mit Sekt oder Champagner um Mitternacht sowie das Anzünden von Feuerwerk. Diese Bräuche tragen zur lebendigen und festlichen Atmosphäre bei, die den Jahreswechsel in Argentinien kennzeichnet.

### Deutschland

#### DDR

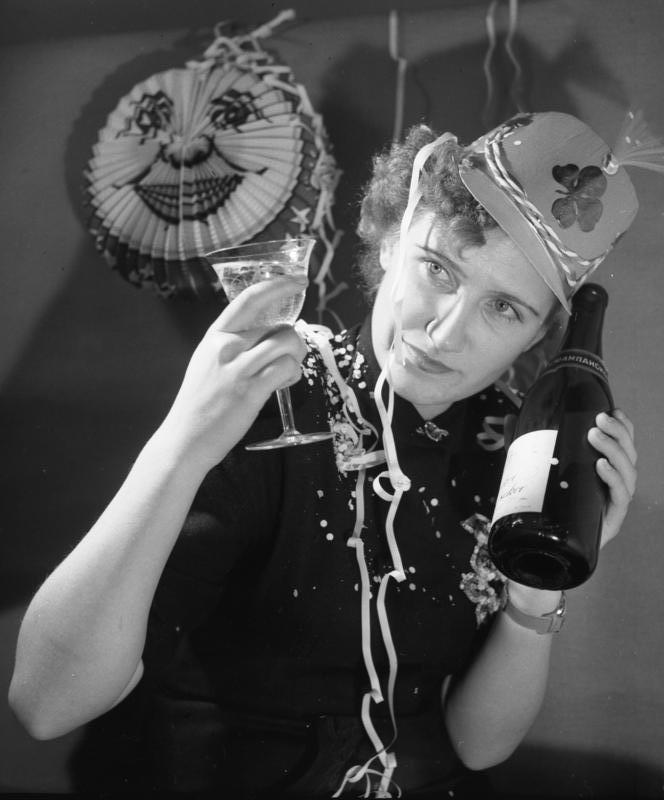
Silvester 1951; Foto der DDR-Nachrichtenagentur ADN mit Silvesterfeier-Elementen: alkoholischem Getränk (Sekt), Luftschlangen, Lampions, Konfetti, Glückssymbole (vierblättriges Kleeblatt)

In den Betrieben der DDR gab es den Begriff des „Plansilvesters“. Das Datum bezeichnete den Zeitpunkt, zu dem der vorgegebene Volkswirtschaftsplan erreicht war. Danach arbeitete man für die variable Jahresendprämie. „Plansilvester“ konnte durchaus schon im November gefeiert werden. Ein so früher Zeitpunkt war heikel – dann wurden die Pläne für das nächste Jahr angepasst. Vorsichtshalber erfüllte man die Pläne erst in der letzten Dezemberdekade, und „Plansilvester“ fiel praktischerweise mit der Weihnachtsfeier zusammen.
Die Abgabe und der Gebrauch von Silvesterfeuerwerk wurde in der DDR erstmals 1956 geregelt. Pyrotechnische Erzeugnisse wurden zunächst in die Gruppen 1 bis 5, später bis 6 kategorisiert. Silvesterfeuerwerk gehörte bis 1990 zur Gruppe 3 und durfte in der Zeit vom 29. Dezember bis 31. Dezember im Einzelhandel verkauft werden. Erlaubt war der Verkauf und die Abgabe an Jugendliche ab 16 Jahren. Die Verwendung war Jugendlichen ab 16 Jahren und Kindern und Jugendlichen unter 16 Jahren unter Aufsicht eines Erziehungsberechtigten erlaubt. Silvesterfeuerwerk der Gruppe 3 durfte nur in der Zeit vom 31. Dezember 16:00 Uhr bis zum 1. Januar 8:00 Uhr verwendet bzw. gezündet werden.

#### Bundesrepublik

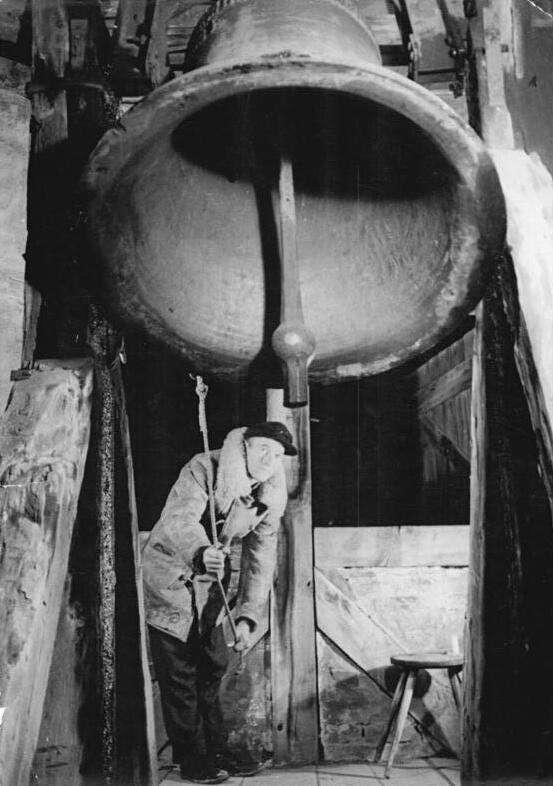
Glockenläuten in Haynrode, 1954

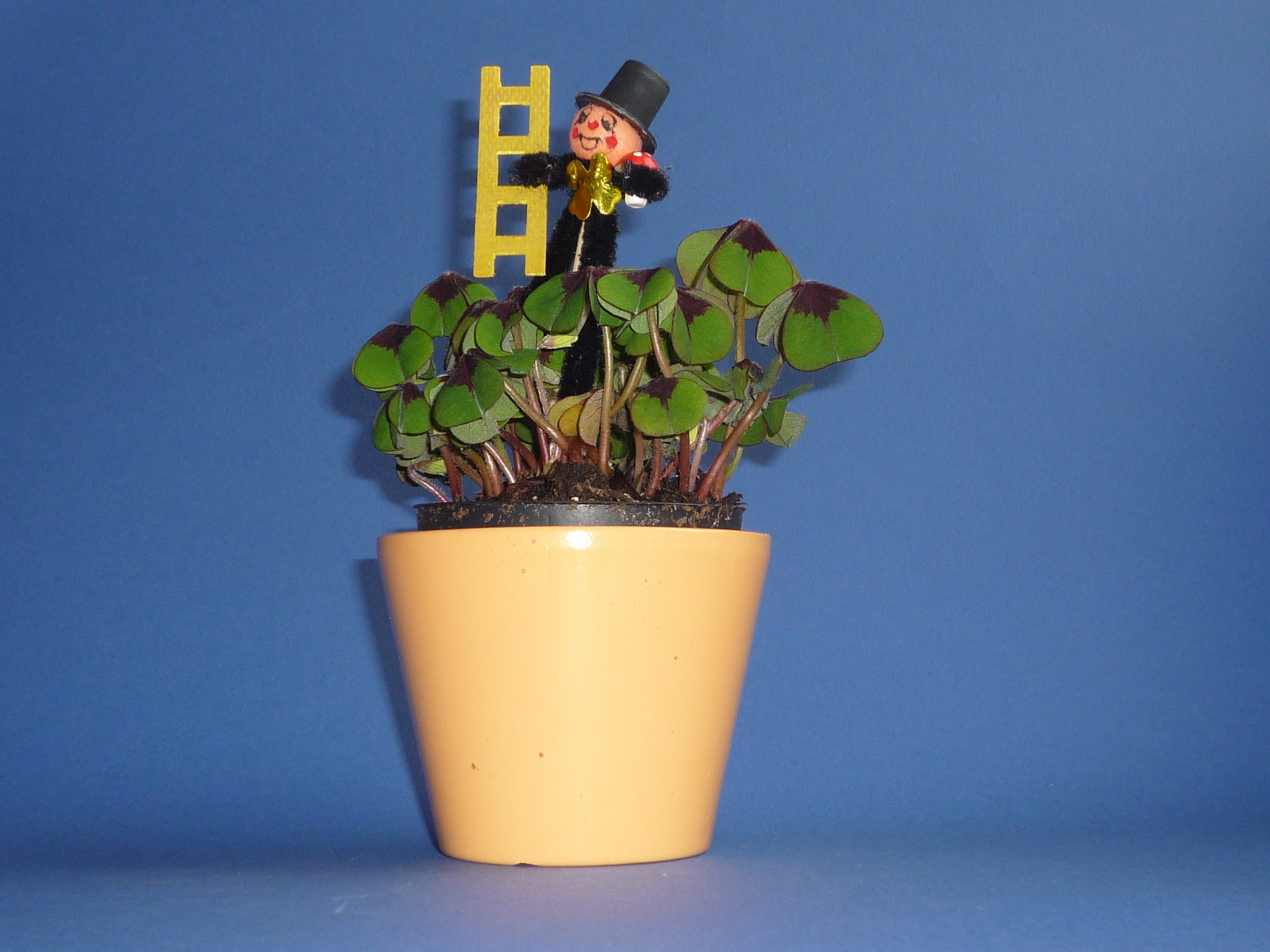
Glücksbringer: Glücksklee mit Schornsteinfeger mit Pilz und Kleeblatt

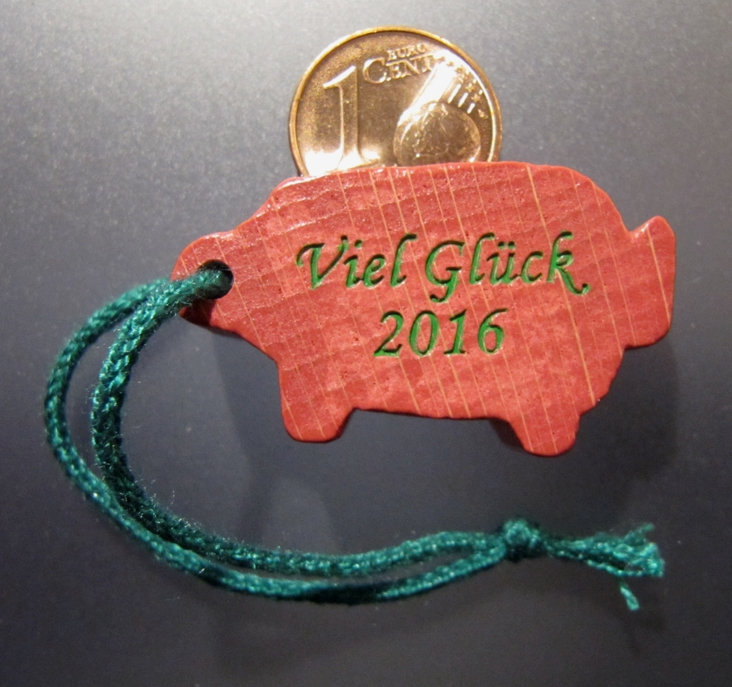
Glücksbringer: Glücksschwein und 1-Cent-Münze (Neujahr 2016)

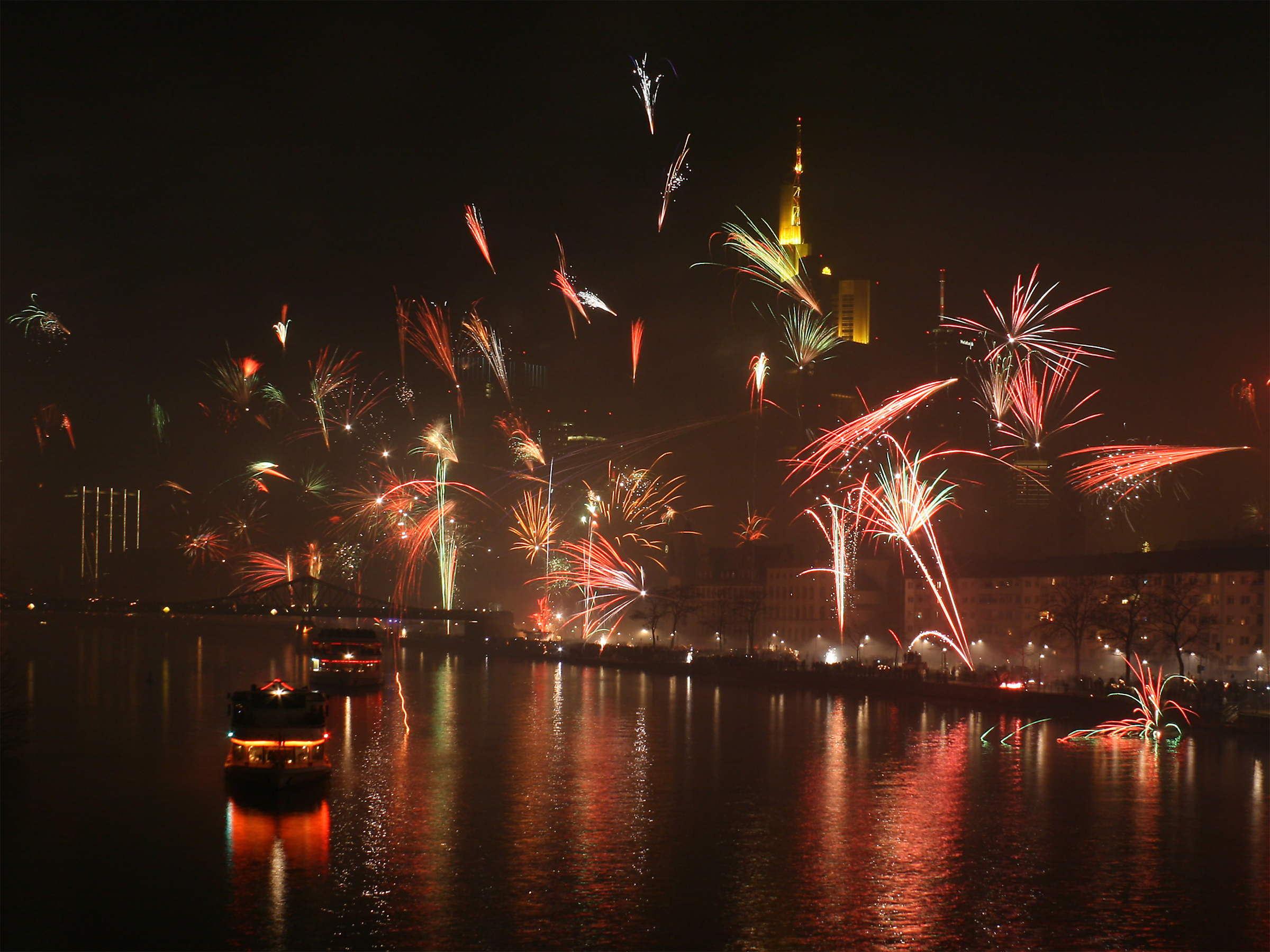
Silvester-Feuerwerk in Frankfurt am Main

In einigen Gebieten von Schleswig-Holstein, Hamburg und Niedersachsen verkleiden sich die Kinder und laufen am Silvesterabend Rummelpott. Vor den Haustüren der Nachbarschaft bringt zu überlieferten plattdeutschen Rummelpottliedern wie Fru mok de Dör op das traditionell inzwischen selten eingesetzte Instrument Rummelpott (auch Brummtopf) – ein mit einer Schweinsblase überspannter Topf. Durch Reiben am Schilfrohr in dessen Mitte kommen quäkende Klänge zustande. Die Kinder bekommen an der Haustür Süßigkeiten und Geld, ältere Teilnehmer mitunter auch alkoholische Getränke. Ursprung war ein germanischer Brauch – um die Geister zu vertreiben. Dasselbe Ziel hatten die Perchten- oder Tresterer-Läufe um die Zeit der Jahreswende im Alpenraum – die Silvesternacht ist auch eine Rauhnacht. Beim Silvesterzug in Schiltach, einer Prozession pietistischen Ursprungs, wird Gott für das alte Jahr gedankt.
Nach Sprengstoffrecht ist das Abbrennen von Feuerwerk der Kategorie F2 (entspricht in Teilen der früheren Klasse P-II) für Privatpersonen ab 18 Jahren grundsätzlich am gesamten 31. Dezember und 1. Januar erlaubt. Es ist jedoch zu beachten, dass die örtlich zuständigen Behörden zusätzliche Restriktionen erlassen und Verbote verhängen können, wie in Teilen Nordfrieslands, wo aus Sorge um reetgedeckte Häuser das Abbrennen von Silvesterfeuerwerk (der Kategorie F2) auf Föhr nur an Stränden und Deichen gestattet und auf Sylt, auf Amrum und in Sankt Peter-Ording ganz verboten ist. Auch können gemäß dem Sprengstoffgesetz Gemeinden den Abbrand von Feuerwerkskörpern „mit ausschließlicher Knallwirkung“, Knallkörper wie China-Böller, Kanonenschläge, zeitlich weiter einschränken. Der Verkauf ist in Deutschland erst in den letzten drei Werktagen des Jahres gestattet – Feuerwerk der Kategorie F1, das sogenannte Ganzjahres- oder Kleinstfeuerwerk, umgangssprachlich auch als Jugendfeuerwerk bezeichnet, darf hingegen ganzjährig an Privatpersonen ab zwölf Jahren verkauft und von diesen abgebrannt werden.
Seit 1981 wird von verschiedenen Seiten dazu aufgerufen, auf das Feuerwerk zu verzichten und das Geld stattdessen für einen wohltätigen Zweck zu spenden. Am ältesten ist die Aktion „Brot statt Böller“. Ende Dezember 2004 rief wegen der Seebeben im Indischen Ozean die deutsche Bundesregierung auf, statt des Feuerwerks Geld für Hilfsorganisationen zu spenden. 
2023 wurde mit dem Verkauf von Silvesterfeuerwerk in Deutschland ein Umsatz von 180 Mio. Euro erzielt. An Silvester 2024 starben fünf Menschen durch Böller; es gab daraufhin Forderungen nach einem grundsätzlichen Böllerverbot.
Um 24 Uhr wird von vielen Kirchen das neue Jahr eingeläutet. Je nach örtlicher Tradition dauert das Geläut zwischen zehn Minuten und einer Stunde.

#### Silvester im deutschen Fernsehen
In Deutschland hat sich neben dem Klassiker Dinner for One auch die Folge Sylvesterpunsch der Serie Ein Herz und eine Seele einen festen Platz im Fernsehprogramm zu Silvester gesichert. Der Norddeutsche Rundfunk sendet in seinem Regionalprogramm meist das in der Silvesternacht und an den unmittelbaren Tagen davor und danach spielende Theaterstück Tratsch im Treppenhaus mit Heidi Kabel in der Hauptrolle, das bereits 1962 einmal übertragen wurde, jedoch erst seit einer Live-Übertragung am Silvesterabend 1966 besondere Popularität genießt. Die Aufzeichnung dieser Vorstellung ist auch jene, die seitdem zur Ausstrahlung kommt. Im Jahr 2016 zeigte der NDR erstmals eine im selben Jahr aufgezeichnete Neuinszenierung mit Heidi Kabels Tochter Heidi Mahler in der Hauptrolle, die Ausstrahlung der Fassung von 1966 wurde auf den Neujahrstag 2017 verlegt.
Das restliche Rahmenprogramm besteht meist aus Musik- und Sketchsendungen sowie Liveshows. Seit Silvester 1970 trägt der jeweilige Bundeskanzler die Neujahrsansprache vor, der Bundespräsident hingegen die Weihnachtsansprache. Davor war es umgekehrt.
Bis zum Jahr 1988 übertrug das ZDF um 12 Uhr nachts das Geläut der Berliner Freiheitsglocke als Mahnung, die Deutsche Einheit wiederherzustellen. Seit 1989 überträgt man die Neujahrsfeierlichkeiten am Brandenburger Tor.

#### Öffentliches Leben
Zu Silvester verkehren Busse und Bahnen im Allgemeinen wie an Samstagen, wenn er nicht auf einen Sonntag fällt. Auch in den Geschäften gelten verkürzte Öffnungszeiten. In einigen Ländern wie Hessen, Bremen, Niedersachsen und Thüringen ist eine gesetzliche Schließung um 14 Uhr vorgeschrieben, sofern der Tag auf einen Werktag fällt. In Bayern und im Saarland ist der Nachmittag (14 bis 20 Uhr) die einzige Schicht während der gesetzlichen Ladenöffnungszeiten, für die steuerfreie Zuschläge gezahlt werden können.
Darüber hinaus gibt es weitere Anpassungen im öffentlichen Leben. So werden in vielen Städten einige Straßen für Silvesterfeiern gesperrt, und es werden verstärkte Sicherheitsmaßnahmen ergriffen, insbesondere in Hinblick auf den Umgang mit Feuerwerk. Verkauf und Verwendung sind gesetzlich geregelt, um Sicherheit und Umweltschutz zu gewährleisten.

### Österreich

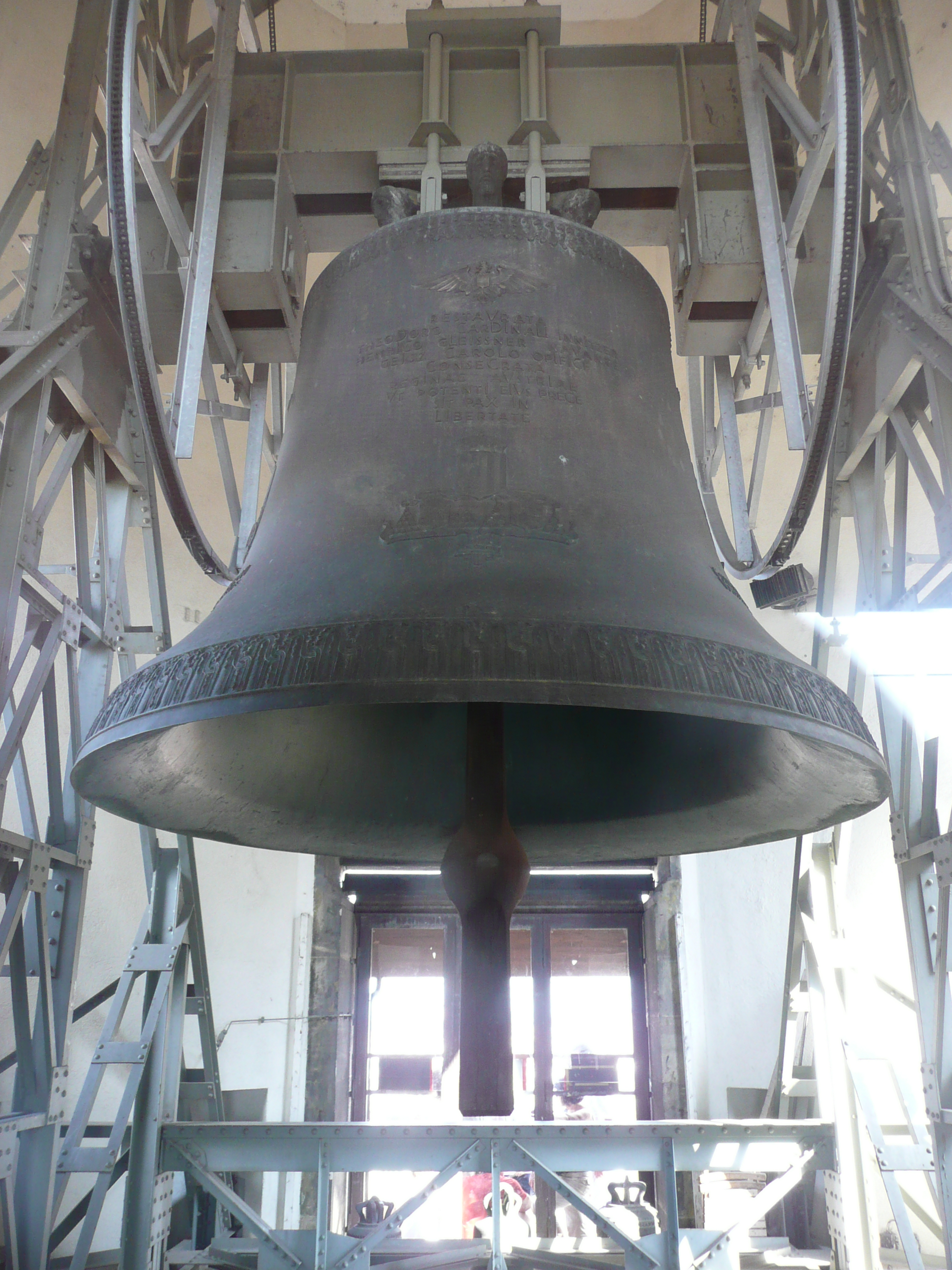
Pummerin

Das österreichische Pyrotechnikgesetz von 2010 verbietet in § 38 Abs 1 „die Verwendung pyrotechnischer Gegenstände […] im Ortsgebiet“ auch zu Silvester. Um die private Verwendung von Feuerwerk – etwa zu Silvester – zu ermöglichen, kann die Gemeinde unter Vorgabe eines Zeitrahmens „bestimmte Teile des Ortsgebietes von diesem Verbot ausnehmen, sofern nach Maßgabe der örtlichen Gegebenheiten durch die Verwendung Gefährdungen von Leben, Gesundheit und Eigentum von Menschen oder der öffentlichen Sicherheit sowie unzumutbare Lärmbelästigungen nicht zu besorgen sind“. Davon ausgenommen ist der Umkreis von „Kirchen, Gotteshäusern, Krankenanstalten, Kinder-, Alters- und Erholungsheimen sowie Tierheimen und Tiergärten“ (§ 38 Abs 2). Nur wenige österreichische Gemeinden haben eine solche Verordnung erlassen, und nur ein Bruchteil der Feuerwerker hält sich an den darin vorgegebenen zeitlichen Rahmen. In der Mehrzahl der Gemeinden ist die private Verwendung von Feuerwerk innerorts auch zu Silvester generell verboten.

#### Silvester im österreichischen Fernsehen
Am Silvesterabend werden traditionell die Silvester-Episode Jahreswende der Serie Ein echter Wiener geht nicht unter und der berühmte Sketch Dinner for One im öffentlich-rechtlichen Österreichischen Rundfunk (ORF) gezeigt. Seit 2013 wird zudem eine „Silvesteraudienz“ von Wir sind Kaiser ausgestrahlt.
Um 12 Uhr nachts läutet die Pummerin, die große Glocke des Stephansdoms in Wien, das neue Jahr ein, übertragen im ORF, im Anschluss wird der Donauwalzer gespielt. Auch alle Radiosender des ORF (inklusive des alternativen Jugendsenders FM4) spielen um Punkt Mitternacht den Donauwalzer.
Die Live-Übertragung des Neujahrskonzerts der Wiener Philharmoniker zu Mittag – vom ORF produziert – wird in der ganzen Welt gezeigt. Gegen Abend hält der Bundespräsident seine jährliche Neujahrsansprache. Seit 1989 strahlt der ORF gemeinsam mit ARD und SRF jedes Jahr eine ca. vierstündige Spezialversion des Musikantenstadls aus, den sogenannten „Silvesterstadl“.

#### Silvesterpfad

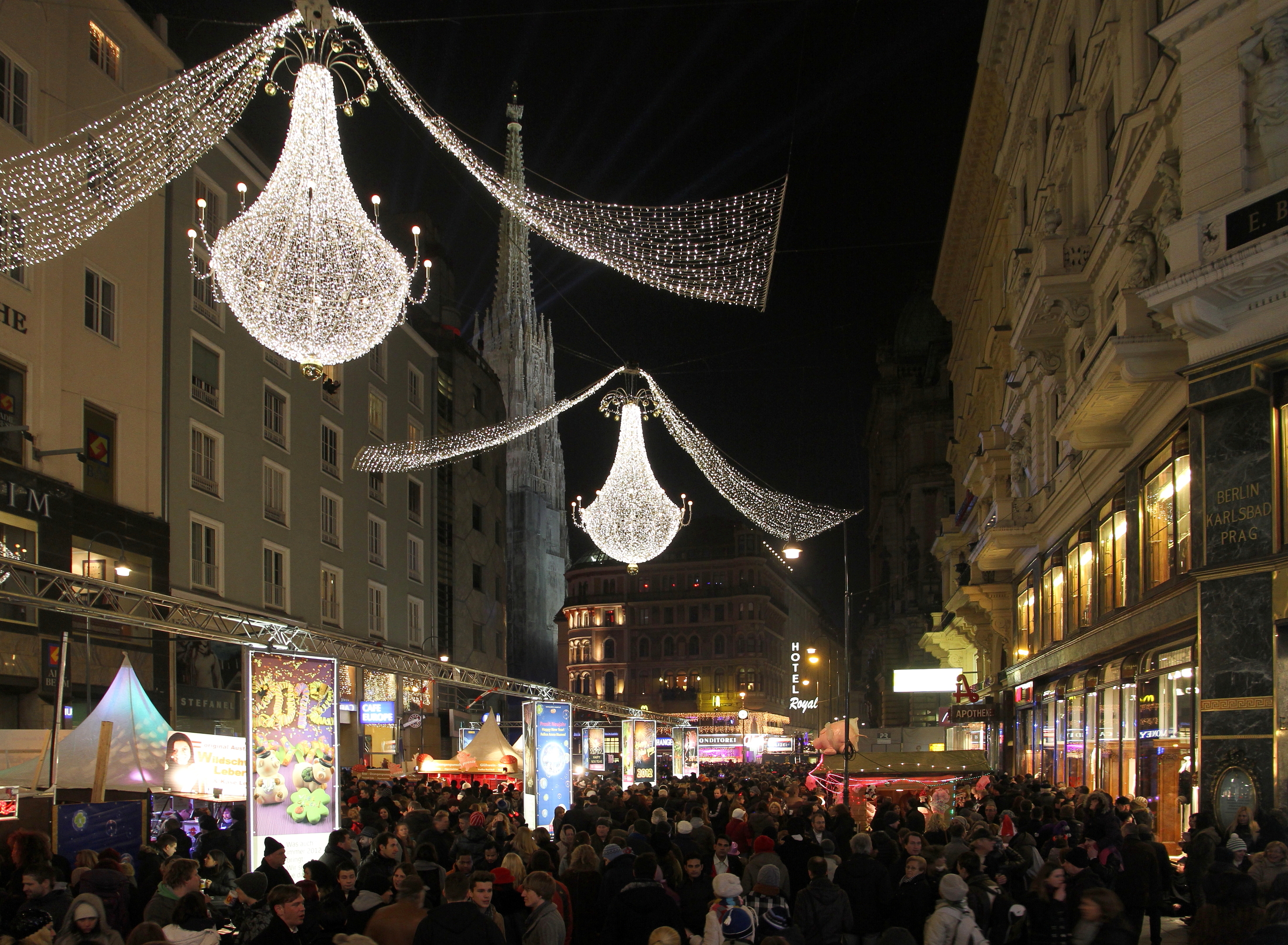
Wiener Silvesterpfad 2011/12 im Bereich des Graben

Seit dem Jahreswechsel 1990/91 veranstaltet die Stadt Wien mit anderen Organisationen den Wiener Silvesterpfad. Mittlerweile ist es eines der größten Silvesterevents Europas und wurde beispielsweise 2022/23 von etwa 800.000 Personen besucht.

#### Bauern-Silvester am 30. Dezember
In der Steiermark wird am 30. Dezember Bauern-Silvester gefeiert. Die Tradition geht auf eine Legende zurück. Ein Bauer war in starkes Schneetreiben geraten, konnte nicht mehr pünktlich nach Graz zurückkehren und feierte einen Tag vor Silvester mit einem Einsiedler. Auch außerhalb der Steiermark wird es zunehmend beliebt Bauern-Silvester zu feiern: insbesondere bei Personen, die in der Silvesternacht Dienst haben.
Ein realistischer Ursprung könnte aber auch der Millennium Jahreswechsel 2000 in Mürzzuschlag sein. Dort verlegte ein Veranstalter die Silvesterfeier einen Tag nach vor, da die Musiker günstiger zu haben waren. Von Jahr zu Jahr wurde diese Alternative immer populärer und beliebter, da der Silvesterabend oft gerne in familiärer Atmosphäre gefeiert wird.

### Schweiz

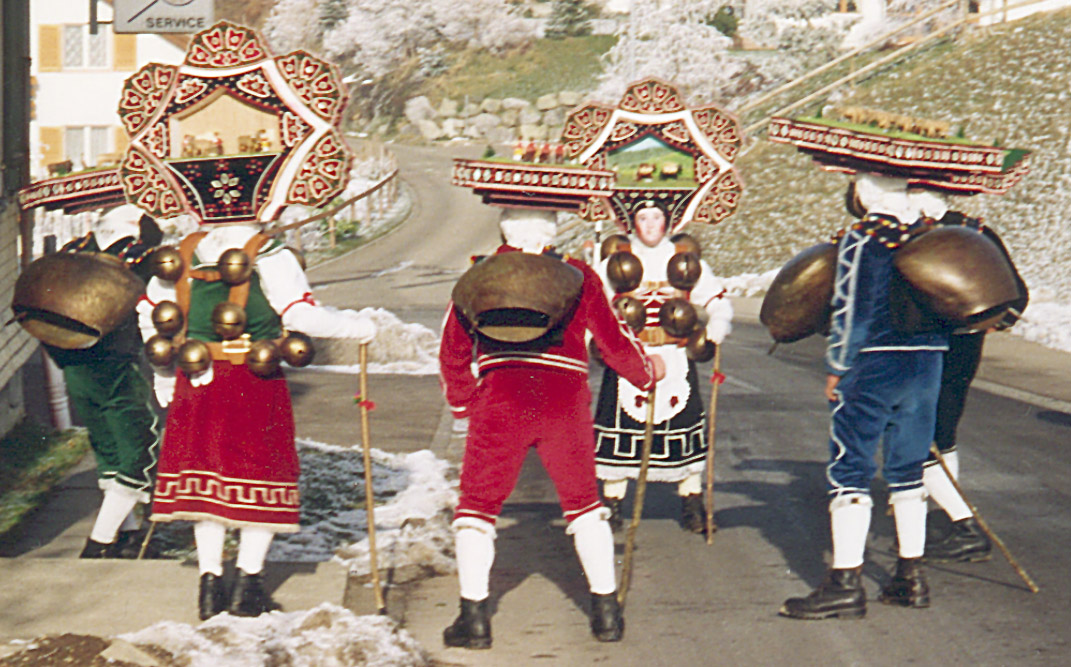
Silvesterklausen in Schwellbrunn

Eine breite Übersicht besonders über die älteren Silvester- und Neujahrsbräuche in der Deutschschweiz findet sich im Schweizerischen Idiotikon. Darunter findet sich der Brauch, den letzten Schläfer des alten Jahres den ganzen Tag als «Silvester» zu bezeichnen. Ein solches „Silvester -Bettnäschter“ ist bekannt teils auch als «Silvesterlen» mindestens von Liechtenstein über Zürich bis Schwyz.
Im bernischen Städtchen Laupen findet jeweils am Silvesterabend das Achetringele statt. Die „bösen Geister“ des alten Jahres werden dabei mit einem Umzug aus dem Ort vertrieben.
Im Zürcher Oberland wird neben dem neuen Silvester am 31. Dezember der alte Silvester des julianischen Kalenders am 11. Januar oder am 13. Januar (St. Hilarius) gefeiert. Die Dorfburschen schlagen während des Geläutes der Kirchenglocken auf Bretter und dreschen so das alte Jahr aus. Dieser Brauch ist auch aus dem Aargau bekannt. Eine Erinnerung an den früheren Jahresbeginn zu Weihnachten boten die Zürcher Oberländer Chläuse auch, indem sie noch in den 1960er-Jahren die Bescherung am Altjahrestag brachten, «mitsamt dem ausgerichteten Chlausbaum, der nach altüberliefertem Volksglauben die Fruchtbarkeit und den Segen des kommenden Jahres sichern soll».
Die Schweizer Version des Sketches Dinner for One wird seit 1989 regelmäßig im Schweizer Fernsehen gezeigt.

### Dänemark
In Dänemark heißt der Silvestertag Neujahrsabend (nytårsaften), wobei der eigentliche Tag auch Neujahrsabendtag (nytårsaftensdag) genannt wird. Die meisten Dänen feiern Silvester mit Verwandten oder Freunden. Man trifft sich oft gegen 17:30 Uhr und beginnt mit einem (häufig alkoholischen) Getränk. Um 18 Uhr sieht man die Neujahrsansprache von Königin Margrethe II. In der Ansprache geht es darum, was im vergangenen Jahr sowohl in Dänemark als auch in der königlichen Familie geschehen ist. Es gibt kein typisches Essen für ganz Dänemark, oft gibt es jedoch Kabeljau, Fondue oder Raclette. Während des Essens werden verschiedene Tischbomben „gezündet“. Um 23:45 Uhr wird im Fernsehen Dinner for One gesendet, und 60 Sekunden vor Mitternacht wird die Uhr des Kopenhagener Rathauses am Rådhuspladsen eingeblendet. Wenn die Glocken 12 schlagen, befindet man sich im neuen Jahr und stößt dann mit Sekt oder Champagner an. Danach gibt es ein Feuerwerk. Die Kinder (und manchmal auch die Erwachsenen) tragen lustige Hüte und machen Neujahrsspäße.

### Frankreich
Seit dem Jahr 2000 wird in Paris der Eiffelturm zum Jahreswechsel illuminiert. Aus Brandschutzgründen wurde für die Feier 2011/2012 das Abbrennen von Feuerwerk in Paris untersagt.

### Niederlande
In den Niederlanden feiert man den „Oudejaarsavond“ (Silvesterabend) im Familienkreis und reicht dazu Oliebollen, ein frittiertes Hefebäck. Regional gibt es weitere Spezialitäten. Auch eher regional, nämlich im Osten und Norden verbreitet, ist das Carbidschieten. Dabei wird eine Milchkanne oder ein ähnlicher Metallbehälter zum Knallen gebracht. Im Fernsehen wird die Oudejaarsconference, eine Art satirischer Jahresrückblick, ausgestrahlt.

### Russland
Da in einigen Staaten Europas seit der Oktoberrevolution die Religion unter Druck gesetzt wurde und es verboten war, Weihnachten als religiöses Fest zu feiern, verschoben sich alle weihnachtlichen Bräuche und Rituale auf Silvester. Daher wird der Weihnachtsbaum pünktlich zu Silvester aufgestellt und der Weihnachtsmann (Дед Мороз („Ded Moros“) – Großvater oder Großväterchen Frost) bringt die Geschenke in der Silvesternacht. Alle Menschen, die einander mögen, Familienangehörige, Freunde usw., feiern gemeinsam wie im deutschsprachigen Raum bei einem festlichen Essen. Im Gegensatz zu den westeuropäischen Ländern ist jedoch das Neujahrsfest in Russland das mit Abstand wichtigste Fest überhaupt; daran hat auch die schon längst vollzogene Rückkehr der religiösen Traditionen bisher nicht viel geändert. Zu Beginn des neuen Jahres finden in allen großen Städten Feuerwerke statt.

### Türkei
In der Türkei wird Silvester seit der Gründung der Republik gefeiert. Diese Praxis verurteilen Präsident Recep Tayyip Erdoğan und seine Anhänger, weil sie Silvesterfeiern für ein christliches Brauchtum halten. Die staatliche Religionsbehörde Diyanet İşleri Başkanlığı verpflichtete deshalb die Imame aller Moscheen des Landes dazu, in den Freitagspredigten vor Silvester 2024 darauf hinzuweisen, dass Silvesterfeiern „illegitim und religiös nicht korrekt“ seien.

### Ungarn
In Ungarn wird am Neujahresanfang die Ungarische Nationalhymne zusammen mit der Familie gesungen. Dabei wird auf ein frohes Neues Jahr angestoßen und erst danach Feuerwerk gezündet. Feuerwerk darf von 18:00 Uhr bis 6:00 Uhr des Folgetages gezündet werden. Außerdem wird in fast jeder Stadt ein großes Feuerwerk gezündet. In Budapest findet ein größeres Feuerwerk statt, zu dem viele Bewohner aus anderen Bereichen des Landes kommen.

### Vereinigtes Königreich
In London (England) ist im Rahmen der Bewerbung um die Olympischen Spiele 2012 in den vergangenen Jahren ein 15-minütiges Riesenfeuerwerk auf der Themse unter Einbeziehung des London Eye zur Tradition geworden. In Manchester gibt es am Rathaus (Town Hall) ebenfalls ein zentrales Feuerwerk. In Edinburgh (Schottland) findet zur Feier des Hogmanay seit Jahrzehnten ein ähnliches Feuerwerk vom Edinburgh Castle statt, das vermutlich die Hauptstadt London dazu veranlasst hat, auch ein Großfeuerwerk zu veranstalten, während man zuvor den Jahresbeginn ohne Feuerwerk auf dem Londoner Trafalgar Square gefeiert hat. Das Zünden von individuellen Feuerwerken ist an diesem Tag nicht üblich, sondern findet am 5. November, der Bonfire Night, statt.

### Vereinigte Staaten
In den Vereinigten Staaten ist Silvester (engl. New Year’s Eve) ein bedeutendes soziales Ereignis, das in Metropolen wie New York City und Las Vegas, die an diesem Tag einen erheblichen Tourismus erleben, im Rahmen großer Veranstaltungen und Partys gefeiert wird. Ein Höhepunkt, der auch in den Medien eine zentrale Rolle spielt, ist seit 1904 das alljährliche Ritual des Ball Drop. Dabei wird auf dem Wolkenkratzer One Times Square in den letzten 60 Sekunden des alten Jahres der Times Square Ball, eine große beleuchtete Kugel, langsam herabgelassen. Ähnliche Veranstaltungen gibt es in vielen anderen Städten. Das populärste Lied, das – zumindest bei offiziellen Anlässen – zum Jahreswechsel gesungen wird, ist Auld Lang Syne. Auch viele religiöse Gemeinschaften versammeln am Silvesterabend ihre Mitglieder, um den Jahreswechsel als „Nachtwache“ zu begehen, bei dem für das vergangene Jahr gedankt und für ein gutes folgendes Jahr gebetet wird. Besondere Tradition hat dies in der afroamerikanischen Gemeinschaft. In Städten veranstaltet die örtliche Feuerwehr ein zentrales Feuerwerk. Das individuelle Zünden von Feuerwerkskörpern ist in vielen Bundesstaaten verboten. Illegal ist auch der in vielen Landesteilen übliche Brauch, um Mitternacht mit Schusswaffen in die Luft zu schießen. Weitaus größere Bedeutung als das Silvesterfeuerwerk hat in den USA traditionell das Feuerwerk am Unabhängigkeitstag.